# André Bergdølmo
André Bergdølmo (* 13. Oktober 1971 in Oslo) ist ein ehemaliger norwegischer Fußballspieler. Er wurde meist auf der Position des Linksverteidigers eingesetzt. Derzeit ist er Assistenztrainer beim norwegischen Fußballverein Lillestrøm SK.

## Karriere

### Verein
Bergdølmo begann seine Karriere in Skjetten und ging von dort zu Lillestrøm SK, für den er von 1991 bis 1996 spielte. Seine erfolgreichste Zeit hatte er bei Rosenborg Trondheim. Dort spielte er von 1997 bis 2000 und wurde dreimal norwegischer Meister. 
1997 wurde er erstmals in die norwegische Nationalmannschaft berufen, mit der er bei der EURO 2000 antrat. Im Anschluss an das Turnier wechselte er in die niederländische Eredivisie zu Ajax Amsterdam. Mit Ajax wurde er 2002 niederländischer Meister und gewann den KNVB-Pokal. Im Sommer 2003 wechselte er in die Bundesliga zu Borussia Dortmund. Nach Auslaufen seines Vertrages im Sommer 2005 ging er zum FC Kopenhagen nach Dänemark. Im März 2007 kehrte er nach Norwegen zurück und unterschrieb beim Erstligisten Strømsgodset IF.
Am Ende der Saison 2008 beendete er seine Laufbahn als Spieler. Seitdem ist er Assistenztrainer beim Lillestrøm SK und spielt gelegentlich für den norwegischen Achtligisten Sørum IL.

### Nationalmannschaft
Bergdølmo gab 1997 sein Debüt für die norwegische Nationalmannschaft. Zwar verpasste er die WM 1998, nahm zwei Jahre später aber an der EM in den Niederlanden und Belgien teil. Er kam in der Gruppenphase in allen drei Spielen zum Einsatz; Norwegen schied als Gruppendritter aus. Sein letztes Länderspiel machte Bergdølmo am 12. November 2005 im Relegationsspiel der Qualifikation zur WM 2006 gegen Tschechien, das Norwegen mit 0:1 verlor. Da die Norweger nach der Relegation nicht qualifiziert waren, blieb Bergdølmo eine WM-Teilnahme verwehrt. Insgesamt bestritt er 63 Länderspiele.

## Erfolge und Titel

### Als Spieler
- Norwegischer Meister 1997, 1998 und 1999 (alle mit Rosenborg Trondheim)
- Norwegischer Pokalsieger 1999 (mit Rosenborg Trondheim)
- Niederländischer Meister 2002 (mit Ajax Amsterdam)
- Gewinn des KNVB-Bekers (Niederländischer Pokal) 2002 (mit Ajax Amsterdam)
- Dänischer Meister 2006 (mit dem FC Kopenhagen)

### Persönliche Erfolge
2002 erhielt er als „Fußballer des Jahres“ in Norwegen den Kniksenprisen.